# Reda
Reda (německy Rheda, kašubsky Réda) je město v Polsku v Pomořském vojvodství v okrese Wejherowo. Nachází se na břehu stejnojmenné řeky, asi 7 km jihozápadně od pobřeží Baltského moře, 14 km severozápadně od Gdyně, 36 km severozápadně od Gdańsku a asi 376 km severozápadně od Varšavy. V roce 2023 zde žilo 28 558 obyvatel.
Reda je součástí tzv. trojměstské aglomerace a svým zastavěným územím navazuje na sousední města Wejherowo a Rumia. Dělí se na osm čtvrtí – Betlejem, Centrum, Ciechocino, Marianowo, Moście Błota, Osiedle Przy Młynie, Pieleszewo a Rekowo Donje.

## Historie
Město bylo poprvé písemně zmíněno v roce 1357. Rychlý rozvoj Redy přišel na konci 20. století a souvisel s výstavbou sídlišť bytových domů pro zaměstnance jaderné elektrárny Żarnowiec, která se stavěla v letech 1982–1990.

## Doprava
Redou prochází hlavní silnice 6, která je zde dvouprofilová a zajišťuje spojení Redy s Gdyní, Rumií a Wejherowem.